# Холикачук (народ)
Холикачук (холикачук Doogh Hit’an; англ. Holikachuk, Holikachuk Athabascans, Holikachuk Athapaskans, Holikachuk Indians, Innoko, Innoka-khotana, Tlëgon-khotana) — коренные жители Аляски из атабаскской этнолингвистической группы. Проживают на территории внутренней Аляски в округе Юкон-Коюкук на р. Инноко в деревне Холикачук (Xiyighelinghdi). В 1963 году они переехали в Грейлинг (Sixno’ Xidakagg) на р. Юкон.

## Язык
Согласно данным 2007 года численность населения составляла ок. 200 человек, 12 из которых владели родным языком.
Определён как отдельный язык в 1970х годах. Ныне язык считаётся мёртвым. 7 марта 2012 года в городе Грейлинг в возрасте 86 лет скончался Уилсон Дикон, последний носитель языка холикачук.

## Этнонимы
Самоназвание Doogh Hit’an [toʁhətʼan] . Этноним Холикачук произошёл от названия деревни Xiyighelinghd, где они обитали.
Русские использовали этнонимы Инкалит, Инкилик, что произошло от юпикских слов, где Ingqiliq — единственное число, а Ingqiliit — множественное.

## История
Лаврентий Алексеевич Загоскин во время экспедиции внутрь Аляски встретил поселение Хулигичагат на левом берегу р. Инноко, где «5 зимников; жителей обоего пола не свыше 70 душ». В 1852 году в деревню Холикачук пришёл православный миссионер. На севере индейцы холикачук соседствуют с юпикскими народами (эскимосами) и коюконами, на востоке — с коюконами, на юге — с колчанами (англ. Upper Kuskokwim people) и на западе — с дег-хитанами. Последние являются далёким родственным народом холикачукам.
| Население Холикачук в период Русской Америки 1853—1867 годов | Население Холикачук в период Русской Америки 1853—1867 годов | Население Холикачук в период Русской Америки 1853—1867 годов | Население Холикачук в составе США 1878—1892 годов | Население Холикачук в составе США 1878—1892 годов | Население Холикачук в составе США 1878—1892 годов |
| Год                                                          | Число людей                                                  | Домохозяйства                                                | Год                                               | Число людей                                       | Домохозяйства                                     |
| ------------------------------------------------------------ | ------------------------------------------------------------ | ------------------------------------------------------------ | ------------------------------------------------- | ------------------------------------------------- | ------------------------------------------------- |
| 1853                                                         | 5                                                            | 8                                                            | 1878                                              | 71                                                | 12                                                |
| 1854                                                         | 58                                                           | 10                                                           | 1879                                              | 70                                                | 12                                                |
| 1855                                                         | 58                                                           | 10                                                           | 1880                                              | 70                                                | 12                                                |
| 1856                                                         | 57                                                           | 10                                                           | 1881                                              | 70                                                | 12                                                |
| 1857                                                         | 57                                                           | 10                                                           | 1882                                              | 70                                                | 12                                                |
| 1858                                                         | 57                                                           | 10                                                           | 1883                                              | 70                                                | 12                                                |
| 1859                                                         | 57                                                           | 10                                                           | 1884                                              | 115                                               | 15                                                |
| 1860                                                         | 57                                                           | 10                                                           | 1885                                              | 115                                               | 15                                                |
| 1861                                                         | 59                                                           | 10                                                           | 1886                                              | нет данных                                        | нет данных                                        |
| 1862                                                         | нет данных                                                   | нет данных                                                   | 1887                                              | нет данных                                        | нет данных                                        |
| 1863                                                         | нет данных                                                   | нет данных                                                   | 1888                                              | 118                                               | 14                                                |
| 1864                                                         | 61                                                           | 10                                                           | 1889                                              | 172                                               | 25                                                |
| 1865                                                         | 61                                                           | 10                                                           | 1890                                              | нет данных                                        | нет данных                                        |
| 1866                                                         | 62                                                           | 12                                                           | 1891                                              | нет данных                                        | нет данных                                        |
| 1867                                                         | 71                                                           | 12                                                           | 1892                                              | 192                                               | 40                                                |

После продажи Аляски в 1867 году народы индейцы Аляски требовали от правительства США закрепить за коренными жителями права на исконную землю. Холикачук входит в племенной союз индейцев Аляски под названием Village of Organized Grayling (или Village of Organized Holikachuk).

## Культура
Рацион составляют рыбные супы (łoogg tol), ферментированная рыба (dzeniq), копчёная рыба (xilmiz), мороженая рыба (K’nathdlod), отварная рыба (K'). Также готовят индейское мороженое (nathdlod), похожее по способу приготовления на эскимоское акутак, но с использованием рыбы сиги (q’adiq ney).
Традиционным верованием холикачуков был анимизм, где шаман (diyininh) считался посредником между миром живых и миром духов. Некоторые представители народа исповедуют христианство.